# Esporte Clube Pelotas
El Esporte Clube Pelotas es un club de fútbol brasilero de la ciudad de Pelotas. Fue fundado en 1908 y juega en el Campeonato Gaúcho y en el Campeonato Brasileño de Serie D.
Las Pelotas y uno de los clubes más tradicionales Campeonato Gaúcho, tiene una gran rivalidad con el Club Grêmio Esportivo Brasil, uno de los mejores clásicos del fútbol Gaúcho

## Palmarés
- Campeonato Gaúcho: 1

1930
- Campeonato Gaúcho Serie A2: 2

1983, 2018
- Campeonato Gaúcho del Interior: 8

1930, 1932, 1945, 1951, 1956, 1960, 1988, 1992
- Copa FGF: 2

2008, 2019
- Recopa Gaúcha: 2

2014, 2020
Super Copa Gaúcha: 1
2013
- Copa Frontera Sur: 2

2010, 2013
- Campeonato Litoral Gaúcho: 9

1930, 1932, 1939, 1944, 1945, 1951, 1956, 1958, 1960
- Campeonato Citadino de Pelotas: 22

1912, 1913, 1915, 1916, 1925, 1928, 1930, 1932, 1933, 1939, 1944, 1945, 1951, 1956, 1957, 1958, 1960, 1965, 1971, 1976, 1981, 1996
- Torneo Inicio de Pelotas: 9

1927, 1928, 1935, 1936, 1944, 1949, 1951, 1952, 1996
- Copa Ciudad de Pelotas: 3

1924, 1973, 1976

## Evolución del Uniforme

### Local
| 2019    | 2018 | 2017 | 2016 | 2015 |
| 2014-15 | 2014 | 2013 |      |      |

### Visita
| 2019 | 2018 | 2017 | 2016-17 | 2016 |
| 2015 | 2014 | 2013 |         |      |

### Tercera
| 2019 | 2018 | 2017 | 2016 |

## Jugadores

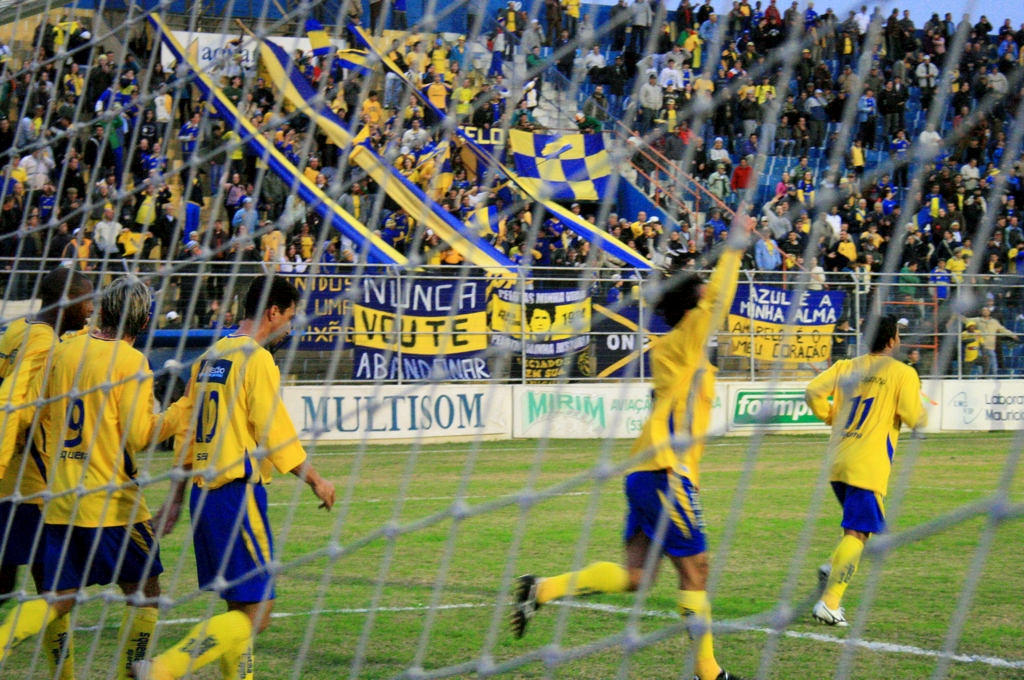
Jugadores del EC Pelotas celebran un gol ante Brasil de Farroupilha en julio de 2009

### Plantilla 2019

#### Altas y bajas 2018-19 (verano)
| Altas            | Altas          | Altas             | Altas          | Altas |
| Jugador          | Posición       | Procedencia       | Tipo           | Costo |
| ---------------- | -------------- | ----------------- | -------------- | ----- |
| Makelele         | Volante        | Ferroviária       | Fichaje.       | --    |
| Djalminha        | Centrocampista | São Luiz          | Fichaje.       | --    |
| Léo Bahia        | Delantero      | Brasil de Pelotas | Fichaje.       | --    |
| Julio Santa Cruz | Delantero      | General Díaz      | Fichaje.       | --    |
| Wallace          | Defensa        | Larissa           | Fichaje.       | --    |
| Cleiton          | Defensa        | Hercílio Luz      | Fichaje.       | --    |
| Hugo Sanches     | Centrocampista | Juventude         | Fin de cesión. | --    |
| Tatá             | Delantero      | Red Bull Brasil   | Fichaje.       | --    |
| Léo Costa        | Centrocampista | Mumbai City       | Fichaje.       | --    |

| Bajas        | Bajas          | Bajas       | Bajas         | Bajas |
| Jugador      | Posición       | Procedencia | Tipo          | Costo |
| ------------ | -------------- | ----------- | ------------- | ----- |
| Cleverson    | Delantero      | A definir   | Transferible. | --    |
| Hugo Sanches | Centrocampista | CRB         | Cesión.       | --    |

### Torneos nacionales
- Campeonato Gaúcho (1):1930

## Entrenadores
- Foguinho (mayo de 1965-?)[15]
- Marcelo Rospide (diciembre de 2016-marzo de 2017)[16][17]
- Felipe Müller (interino- marzo de 2017)[17]
- Marcelo Mabília (marzo de 2017-?)[18]
- Paulo Porto (febrero de 2018-?)[19]
- Diego Gavilán (noviembre de 2018-presente)[1]